# عن أية ديمقراطية تتحدثون؟ (كتاب)
عن أية ديمقراطية يتحدّثون؟ هو عنوان كتاب صادر سنة 2004 للمفكر والسياسي محمد المنصف المرزوقي، حول الإشكالية الديمقراطية في العالم العربي، كقضية هامّة وحسّاسة ومصيرية في مستقبل العالم العربي، ويقدم من خلاله شرحا لمفهوم الديمقراطية وتطبيقاتها، من وجهة نظر مثقف حقوقي ومناضل سابق ضد الديكتاتورية، عايش هموم وإرهاصات قضايا العالم العربي بين محاولات النهضة والغرق في الوحل الديكتاتوري إلى أمل ثورات الربيع العربي، إلى حالة التشردم والإحباط الراهنة، جعلت منه أحد وجوه العمل ونضال الترسيخ الديموقراطي في وجه الديكتاورية والفاشية.
وكما تم الإشارة في تقديم الكتاب الذي جاء بأنامل عبد الوهاب الأفندي، فالكتاب عصارة تجربة عملية طويلة ومتراكمة في النضال الديمقراطي»، عاشها المرزوقي أولا في الوطن ثم في المنفى القسري. يتأمل الكاتب في الظروف غير الطبيعية تجت اللاإنسانية والكرامة الإنسانية، التي تمر بها البلدان العربية والإسلامية. مُركزاً على معضلة «الاستبداد» التي يحاول «المستبد العربي»، الإبقاء عليها دون حل، متخذاً من المصلحيين والوصوليين حماة له، يبررون ظلامياته وفرعونياته أخيانا بالبطولة الواهية في زمن اللاإستحمار، على نحو تضليلي واضح ووقح. يدافعون عما يصفه المرزوقي بِالتسلط المرتكز على التخلف والتضليل والقمع والإفساد، ليظل في السلطة، يمارس فرعونيته وبطشه واستبداده.

## الديمقراطية العربية
.

## مقالات ذات صلة
- الانتقال الديمقراطي في تونس
- المنصف المرزوقي
- قائمة مؤلفات منصف المرزوقي
- ننتصر... أو ننتصر (كتاب)

## روابط خارجية
- الموقع الرسمي للمنصف المرزوقي
- تحميل عدة مؤلفات للمنصف المرزوقي على موقعه الرسمي